# Nika Gilauri
Nikoloz "Nika" Gilauri, en georgiano ნიკოლოზ [ნიკა] გილაურ (Tiflis, 14 de febrero de 1975) es un político georgiano que ocupó el cargo de primer ministro de Georgia desde el 6 de febrero de 2009 hasta el 4 de julio de 2012, aunque su nombramiento se anunció el 30 de enero. Estudio Relaciones Económicas Internacionales en la Universidad de Tiflis y en la Universidad de Temple.

## Carrera política
Gilauir formaba parte del gobierno desde 2004 cuando fue nombrado ministro de Energía en el gabinete encabezado por Zurab Shvania. Permaneció en ese puesto hasta agosto de 2007 tomando el cargo de ministro de Finanzas. En noviembre de 2008 Grigol Mgaloblishvili lo nombró vice primer ministro.
El Presidente Mijeíl Saakashvili lo nombró primer ministro el 30 de enero de 2009, tras la renuncia de Mgaloblishvili por problemas de salud. El relevo no suscitó sorpresa por las disputas entre el antiguo primer ministro y el presidente. El 6 de febrero el Parlamento aprobó su nombramiento y el de su gobierno en el que los únicos cambios fueron dos nuevos ministros, Dimitri Shashkin y Kakha Baindurashvili.